# Болдуин, Флори
Флоренс Эмили "Флорри" Болдуин (англ. Florence Emily «Florrie» Baldwin, урожд. Дэвис (англ. Davies); 31 марта 1896 года — 8 мая 2010 года) — британская долгожительница. На момент смерти являлась старейшим живущим человеком в Европе и вторым в мире (после Эжени Бланшар).

## Биография
Флорри Болдуин родилась 31 марта 1896 года в округе Ханслед, Лидс, Великобритания. Она была дочерью Мафусаила Дэвиса (1861 — 1946) из Уэльса и Флоренс Сюзанны Бирд (1863 — 1926) из Норфолка. У неё было двое братьев и пять сестёр.
Она помнила вторую англо-бурскую войну, а также видела королеву Викторию в возрасте четырёх лет, когда та посещала Лидс.
В 1920 году Флори вышла замуж за художника и декоратора Клиффорда Болдуина. Позже они переехали в Вудхаус, Лидс.
Когда Болдуин было за 70, она находилась в больнице из-за катаракты. В 1973 году Флори Болдуин овдовела. Она жила одна до 105 лет, и все ещё могла поднимать шторы и чистить окна. Затем она переехала в дом престарелых в Лидсе под названием «Radcliffe Gardens».
Она приписывала своё долголетие тому, что она каждый день ест бутерброд с жаренным яйцом. Однако врачи считают, что оно могло быть связано с её работой клерком в инженерной фирме, с которой она вышла на пенсию в возрасте 75 лет. Эта фирма располагалась на высоком холме. «Она поднимется на этот холм, придет домой в обеденное время и затем вернется обратно», - прокомментировал её внук. Её дочь же считает, что долголетие её матери связано с тем, что та никогда не пила, не курила и много трудилась.
Болдуин была в добром здравии до 111 лет, однако после у неё начались проблемы с кратковременной памятью, что позже переросло в деменцию. В последние месяцы жизни у неё было очень мало воспоминаний о прошлом.
Флори Болдуин мирно скончалась во сне 8 мая 2010 года в Лидсе, Великобритания. На момент смерти ей было 114 лет, 38 дней.

## Рекорды долголетия
- 9 февраля 2007 года — стала старейшим живущим человеком в Великобритании.
- 28 июня 2009 года — стала старейшим живущим человеком в Европе.
- 14 октября 2009 года — вошла в топ-100 старейших верифицированных людей в истории.
- 22 апреля 2010 года — вошла в топ-70 старейших верифицированных людей в истории.
- 2 мая 2010 года — стала вторым старейшим живущим человеком в мире.

## См.также
- Долгожитель
- Список старейших людей в мире
- Список старейших женщин
- Список старейших жителей Европы